# Рана Хусейн
Рана Саддам Хусейн (араб. رنا صدام حسين; нар. 1969, Багдад, Ірак) — середня дочка колишнього іракського диктатора Саддама Хусейна та його дружини Саджид Тульфаг.

## Життєпис
Рана Хусейн народилася 1969 році в Багдаді, вона є середульшою дочкою страченого іракського диктатора Саддама Хусейна та його першої дружини Саджид Тульфаг.
У 1986 році вона вийшла заміж за Саддама Камеля аль-Маджида, брата чоловіка своєї старшої сестри Раґад, у неї четверо дітей. Вона супроводжувала свого чоловіка в Йорданію
8 серпня 1995 року разом з чоловіком переїхала у Йорданію. 20 лютого 1996 року повернулася разом з чоловіком в Ірак, після того, як Саддам Хусейн запевнив, що помилує Камеля та його брата Хусейна. Згодом Хусейн та Саддам Камелі були звинувачені в зраді та страчені.
У 1997 році її брат Удей Хусейн, за спробу замаху на себе, взяв під домашній арешт своїх сестер Рану та Раґад.
31 липня 2003 року, після того як режим Саддама Хусейна впав, Рана Хусейн переїхала разом із старшою сестрою у Йорданію, де король Абдалла II надав їм та їх дев'яти дітям політичний притулок. Нова влада Іраку неодноразово вимагали її видачі, проте в екстрадиції було відмовлено.